# Alsóhímes
Alsóhímes (1899-ig Alsó-Piszana, szlovákul: Nižná Pisaná, ukránul: Nyizsná Piszana) község Szlovákiában, az Eperjesi kerület Felsővízközi járásában.

## Fekvése
Felsővízköztől 10 km-re északra, a Kapisói-patak partján található.

## Története
1573 és 1598 között alapították a vlach jog alapján, a makovicai uradalom területén. 1600-ban „Also Pisana” alakban említik először. 1787-ben 29 házában 187 lakos élt.
A 18. század végén Vályi András így ír róla: „Alsó, és Felső Piszana. Két Orosz falu Sáros Vármegyében, amannak földes Ura Gr. Szirmay; ennek pedig Gr. Áspermont Uraságok, lakosai külömbfélék, fekszenek Zboróhoz másfél mértföldnyire; legelőjök, és mind a’ kétféle fán kivűl egyéb javaik nem igen lévén, negyedik osztálybéliek.”
1828-ban 40 háza és 326 lakosa volt. A 19. században a Neviczky család birtokolta. Lakói mezőgazdasággal, állattartással foglalkoztak.
Fényes Elek 1851-ben kiadott geográfiai szótárában így ír a faluról: „Pisana, (Alsó és Felső), 2 orosz falu, Sáros vmegyében, a makoviczi uradal., Dublin fil. 5 romai, 511 gör. kath., 4 zsidó lak. Alsó-Pisanán gör. kath. plebánia van.”
Az első világháborúban az 1914-es és 1915-ös esztendőben a falu súlyos károkat szenvedett az osztrák-magyar és orosz seregek közötti harcokban. 1920 előtt Sáros vármegye Felsővízközi járásához tartozott.

## Népessége
| Év:            | 1994. | 2004.    | 2014. | 2024.    |
| -------------- | ----- | -------- | ----- | -------- |
| Emberek száma: | 88    | 100      | 86    | 75       |
| Eltérés:       |       | +13,63 % | -14 % | -12,79 % |

| Év:            | 2023. | 2024.   |
| -------------- | ----- | ------- |
| Emberek száma: | 78    | 75      |
| Eltérés:       |       | -3,84 % |

1910-ben 204, túlnyomórészt ruszin lakosa volt.
2001-ben 98 lakosából 68 szlovák, 23 ruszin és 6 ukrán volt.
2011-ben 92 lakosából 62 szlovák, 24 ruszin és 4 ukrán.

## Nevezetességei
Görögkatolikus temploma 1913-ban épült neoklasszicista stílusban a korábbi fatemplom helyén.